# Necyla extrema
Necyla extrema is een insect uit de familie van de Mantispidae, die tot de orde netvleugeligen (Neuroptera) behoort. 
Necyla extrema is voor het eerst wetenschappelijk beschreven door Navás in 1914.